# 埃尔索夫
埃尔索夫是德国莱茵兰-普法尔茨州的一个市镇。总面积9.44平方公里，总人口916人，其中男性463人，女性453人（2011年12月31日），人口密度97人/平方公里。